# 維西奇卡
48°47′31″N 25°59′33″E / 48.79194°N 25.99250°E
維西奇卡（烏克蘭語：Висічка）是位於烏克蘭西部泰爾諾皮爾州裏喬爾特基夫區的村莊，處於尼奇拉瓦河畔，距離韋爾赫尼亞基夫齊1.5公里，面積2.38平方公里，2001年人口586。